# Izan Almansa
Izan Almansa Pérez (Murcia, Región de Murcia, 7 de junio de 2005) es un jugador de baloncesto español que pertenece a la plantilla del Real Madrid de la Liga ACB española. Con 2,08 metros de estatura juega en la posición de ala-pívot. 

## Trayectoria

### Inicios
Nació en Murcia, hijo del exjugador de baloncesto Steve Horton; y se formó en la cantera del UCAM Murcia CB, de la que salió en 2019 para incorporarse al Cadete "B" del Real Madrid. 
En la temporada 2020-21, formó parte del Cadete "A" y del Junior "A" del Real Madrid, llegando a disputar tres partidos con el Real Madrid "B" en Liga EBA.
En verano de 2021, se marcha a Estados Unidos para convertirse en el primer español que llegaba a la Academia Overtime Elite de Atlanta, un proyecto en el que se remunera a los jóvenes a la vez que se mantiene su formación tanto académica como baloncestística.
De cara a las 2022-23, en septiembre de 2022, es elegido por los YNG Dreamerz, uno de los seis equipos de una liga restructurada.

### Profesional
A finales de junio de 2023 firma por el G League Ignite de la NBA G League. En su debut, en partido amistoso ante el equipo australiano de los Perth Wildcats, consiguió 14 puntos, 8 rebotes, 3 asistencias y 3 robos de balón. Debuta como titular en la G League el 10 de noviembre ante Ontario Clippers, anotando 7 puntos y capturando 7 rebotes. El 25 de noviembre consigue un doble-doble de 22 puntos y 10 rebotes ante South Bay Lakers. El 30 de enero de 2024 se anunció su participación en el Rising Stars Challenge, la minicompetición entre rookies, sophomores y jugadores de la G League duante la celebración del NBA All-Star Weekend 2024. Es temporada promedió 11,7 puntos y 7,2 rebotes -en 27,6 minutos- en los 32 encuentros que disputó. Al término de la temporada decidió no presentarse al Draft de la NBA de 2024.
El 27 de junio de 2024 se hace oficial su contratación por una temporada con los Perth Wildcats de la NBL australiana. Tras dar positivo por cannabis el 1 de diciembre de 2024, la federación australiana de baloncesto le impuso un mes de sanción que cumplió de abril a mayo de 2025. Esa temporada en Australia promedió 6,9 puntos y 3,9 rebotes en 33 encuentros. En abril de 2025 decidió presentarse al draft de la NBA.
Fue invitado por la NBA a la green room para presenciar la segunda ronda del draft de 2025. Fue el único de los 12 jugadores invitados que no fue elegido. En julio de 2025 se unió a los Philadelphia 76ers para disputar la NBA Summer League, tras la cual la franquicia le confirmó un puesto en su equipo afiliado de la G League, los Delaware Blue Coats. Pero el 8 de agosto decide regresar a España al firmar un contrato por cuatro temporadas con el Real Madrid.

## Selección nacional
El 10 de julio de 2022, fue nombrado mejor jugador del Mundial Sub-17 de 2022 en el que España perdió la final frente a la selección de Estados Unidos. Durante el campeonato promedió 12,1 puntos y 12,9 rebotes entrando en el quinteto ideal junto a Lucas Langarita. Al mes siguiente, el 7 de agosto, fue nombrado MVP del EuroBasket Sub-18 celebrado en Turquía con unos promedios de 15,7 puntos, 10,7 rebotes y donde la selección española ganó el oro.
El 2 de julio de 2023 ganó el oro en el Mundial Sub-19 celebrado en Debrecen (Hungría), donde además fue elegido MVP del torneo.
A finales de 2024 fue convocado por Sergio Scariolo para debutar con la selección española absoluta. Debutó el 14 de noviembre de 2024 en un partido ante Eslovaquia, anotando 10 puntos.

## Vida personal
Estudia Administración y Dirección de Empresas en la Universidad Católica San Antonio de Murcia.